# Імператор гоблінів
Гоблінський імператор (англ. The Goblin Emperor) — це фентезійний роман 2014 року, написаний американською авторкою Сарою Монет (англ. Sarah Monette) під псевдонімом Кетрін Еддісон (англ. Katherine Addison). Роман отримав премію «Локус» за найкращий фентезійний роман і був номінований на премії «Неб'юла», «Г’юго» та Всесвітню премію фентезі. Критики високо оцінили роман, відзначаючи сильну характеристику головного героя та, що незвично для фентезі, теплий і стриманий тон твору.
Книга розповідає історію Мая, молодого чоловіка зі змішаним ельфійським і гоблінським походженням, який несподівано стає імператором Ельфійських земель і змушений зіткнутися зі складною владною структурою двору, а також із расовою та соціальною напругою у своєму королівстві.

## Сюжет
Мая, наймолодший і неулюблений син імператора Ельфійських земель, несподівано зійшов на трон після того, як його батько та зведені брати загинули в авіакатастрофі. Він виріс у вигнанні від двору, жив із жорстоким двоюрідним братом, тому двір був йому чужий. Його відсутність соціальних зв'язків і досвіду ускладнювала виконання нових обов'язків.
Протягом перших місяців свого правління Мая погоджується одружитися з дворянкою Сетхіро, закохується в оперну співачку Вечін, його відвідує дідусь по материнській лінії, правитель гоблінів, і поступово він змирюється з втратою приватності, адже тепер його постійно супроводжують охоронці та слуги. Він переживає спробу державного перевороту з боку вдови свого зведеного брата та канцлера, оскільки його молодий племінник Ідра відмовляється узурпувати трон. Розслідування смерті його батька розкриває змову невдоволених дворян, які використовували групу революціонерів для вбивства колишнього імператора.
Наприкінці роману Мая переживає замах на його життя з боку ватажка змови й проштовхує суперечливий проект побудови мосту через головну річку королівства. Прізвисько, дане йому придворним — «будівельник мостів», символізує його зусилля емоційно зблизитися з людьми, що його оточують.

## Відгуки

### Критичні відгуки
Гоблінський імператор отримав позитивні рецензії. На io9 Майкл Енн Доббс відзначила, що сильна характеристика зробила роман «надзвичайно захопливим і цікавим», попри те, що він майже повністю складається з придворних інтриг і не містить яскравих дій від головного героя. Ліз Бурке на Tor.com захоплено відгукнулася про «привабливу натуру Маї» як фундаментально порядної людини, а також відзначила деталізований світ роману.
На Strange Horizons Фоз Медоуз відзначила «елегантну прозу, складний світ, захоплюючу політику та співчутливого головного героя». Вона також похвалила, як роман торкається питань раси, класу, статі й сексуальності «тонко, але важливо», і зазначила, що, будучи «романом про зловживання владою», він не персоніфікує їх як «сміховинного лиходія», а показує як інституціоналізовані й внутрішньо засвоєні практики пихатості та байдужості. Роман закінчується не тріумфом, а стриманим відчуттям прогресу, довіри та зцілення.
Джаред Шурін на Pornokitsch стверджував, що роман не можна вважати «гримдарк» (темним фентезі), оскільки головний герой Мая Дразхар більше відповідає стилю високого фентезі, де персонажі керуються долею, ніж вибором між добром і злом. Аддісон сама заявила, що її герой розвернув сюжет у «рішучий не-грімдарковий напрямок».   Шурін був розчарований тим, що «тонкий, емоційно наповнений роман» упаковано в кліше жанру, включаючи надмірність вигаданих мов, «нав'язливу мораль» і «занадто ідеального героя». В огляді від Kirkus Reviews роман був описаний як «захопливий і по-справжньому зворушливий драматичний твір» з «сильними характеристиками персонажів». Publishers Weekly назвав роман «скоріше серією анекдотів, ніж цілісною історією», але визнав, що його підтримує атмосфера та добра душа Мая.

### Нагороди
Гоблінський імператор отримав премію Локус за найкращий фентезійний роман. Він був номінований на премію Неб’юла за найкращий роман, 2015 року премію Г’юго за найкращий роман та премію Всесвітньої премії фентезі.

## Продовження
22 червня 2021 року Монет опублікувала супутню книгу «Свідок мертвих» (англ. The Witness for the Dead), яка розгортається в тому ж всесвіті. Друга книга не є прямим продовженням, а натомість є «детективним романом», що зосереджується на персонажі Тарі Селехар з першої книги.
1 травня 2022 року вона опублікувала коротке оповідання «План Міна Земеріна» (англ. Min Zemerin's Plan), яке також розгортається у цьому всесвіті.
24 червня 2022 року вона опублікувала «Смуток каменів» (англ. The Grief of Stones), продовження «Свідка мертвих».